# Бернтероде (Ворбис)
Бернтероде (нем. Bernterode) — община в Германии, в земле Тюрингия.
Входит в состав района Айхсфельд. Подчиняется управлению Айксфельд-Випперауэ. Население составляет 1362 человека (на 31 декабря 2006 года). Занимает площадь 10,22 км².